# Carex jiaodongensis
Espèce
Classification phylogénétique
Carex jiaodongensis est une espèce des plantes du genre Carex et de la famille des Cyperaceae.